# ماربل روک (آیووا)
ماربل روک (به انگلیسی: Marble Rock) شهری در ایالت آیووا کشور ایالات متحده آمریکا است که جمعیت آن در سرشماری سال ۲۰۱۰ میلادی، ۳۰۷ نفر بوده‌است.